# Paratropididae
Paratropididae zijn een familie van spinnen. De familie telt 4 beschreven geslachten en 8 soorten.

## Geslachten
- Anisaspis Simon, 1891
- Anisaspoides F. O. P.-Cambridge, 1896
- Melloina Brignoli, 1985
- Paratropis Simon, 1889

## Taxonomie
Voor een overzicht van de geslachten en soorten behorende tot de familie zie de lijst van Paratropididae.